# Europapokal der Pokalsieger (Handball) 1994/95
Am EHF-Europapokal der Pokalsieger 1994/95 nahmen 33 Handball-Vereinsmannschaften teil, die sich in der vorangegangenen Saison in ihren Heimatländern im Pokalwettbewerb für den Wettbewerb qualifizieren konnten. Es war die 20. Austragung des Europapokals der Pokalsieger. Die Pokalspiele begannen am 3. September 1994 und endeten mit dem zweiten Finalspiel am 20. April 1995. Im Finale konnte sich der Titelverteidiger FC Barcelona gegen den dänischen Verein GOG Gudme durchsetzen.

## Modus
Der Wettbewerb startete mit einem Spiel in einer Ausscheidungsrunde. Der Sieger zog in das Sechzehntelfinale ein, in der weitere, höher eingestufte, Mannschaften einstiegen. Alle Runden inklusive des Finales wurden im K.-o.-System mit Hin- und Rückspiel durchgeführt.

## Ausscheidungsrunde
Das Hinspiel fand am 3. September 1994 statt und das Rückspiel am 6. September 1994.
|                   | Gesamt |           | Hinspiel | Rückspiel |
| ----------------- | ------ | --------- | -------- | --------- |
| HC Mamuli Tbilisi | 74:50  | Umud Baku | 40:20    | 34:30     |

## Sechzehntelfinals
Die Hin- und Rückspiele fanden zwischen dem 8. Oktober 1994 und 16. Oktober 1994 statt.
|                           | Gesamt |                               | Hinspiel | Rückspiel |
| ------------------------- | ------ | ----------------------------- | -------- | --------- |
| Minaur Baia Mare          | 47:50  | Pestszentlörinc Elektromos SE | 24:23    | 23:27     |
| Medveščak Zagreb          | 48:40  | USAM Nîmes                    | 18:24    | 30:16     |
| HC Bauska Riga            | 36:60  | Juventud Alcala               | 12:29    | 24:31     |
| Borec Titov Veles         | 40:35  | GAS Archelaos Katerinis       | 22:13    | 18:22     |
| Sporting Neerpelt         | 27:52  | FC Barcelona                  | 19:26    | 8:26      |
| RK Slovenj Gradec         | 45:52  | Haukar Hafnarfjörður          | 26:23    | 19:29     |
| Maccabi Rishon LeZion     | 34:64  | GOG Gudme                     | 22:27    | 12:37     |
| KS Warszawianka           | 49:52  | SG Wallau/Massenheim          | 21:24    | 28:28     |
| HK Topoľčany              | 41:59  | Borba Luzern                  | 23:30    | 18:29     |
| Pallamano Rubiera         | 37:38  | HC Zlín                       | 18:17    | 19:21     |
| FC Porto                  | 43:46  | Redbergslids IK               | 27:23    | 16:23     |
| Çankaya Belediyesi Ankara | 36:41  | Sandefjord TIF                | 20:18    | 16:23     |
| Tauras Šiauliai           | 34:35  | V&L Geleen                    | 15:15    | 19:20     |
| Intercollege AC Nicosia   | 27:72  | Kaustik Wolgograd             | 12:37    | 15:35     |
| HC Berchem                | 44:57  | HSG Remus Bärnbach/Köflach    | 25:30    | 19:27     |
| HC Mamuli Tbilisi         | 46:50  | HC Browary                    | 28:24    | 18:26     |

## Achtelfinals
Die Hin- und Rückspiele fanden zwischen dem 12. November 1994 und 20. November 1994 statt.
|                               | Gesamt |                            | Hinspiel | Rückspiel |
| ----------------------------- | ------ | -------------------------- | -------- | --------- |
| Pestszentlörinc Elektromos SE | 43:40  | Sandefjord TIF             | 26:19    | 17:21     |
| SG Wallau/Massenheim          | 42:41  | Redbergslids IK            | 22:16    | 20:25     |
| Haukar Hafnarfjörður          | 46:43  | HC Zlín                    | 20:20    | 26:23     |
| FC Barcelona                  | 65:23  | V&L Geleen                 | 35:9     | 30:14     |
| Medveščak Zagreb              | 53:50  | HC Browary                 | 27:26    | 26:24     |
| Borec Titov Veles             | 50:64  | Kaustik Wolgograd          | 24:31    | 26:33     |
| GOG Gudme                     | 44:38  | HSG Remus Bärnbach/Köflach | 18:19    | 26:19     |
| Juventud Alcala               | 44:49  | Borba Luzern               | 23:24    | 21:25     |

## Viertelfinals
Die Hin- und Rückspiele fanden zwischen dem 14. Januar 1995 und 29. Januar 1995 statt.
|                               | Gesamt |                      | Hinspiel | Rückspiel |
| ----------------------------- | ------ | -------------------- | -------- | --------- |
| Haukar Hafnarfjörður          | 43:52  | GOG Gudme            | 22:27    | 21:25     |
| Borba Luzern                  | 49:39  | Medveščak Zagreb     | 25:19    | 24:20     |
| Kaustik Wolgograd             | 52:54  | SG Wallau/Massenheim | 28:23    | 24:31     |
| Pestszentlörinc Elektromos SE | 45:53  | FC Barcelona         | 20:19    | 25:34     |

## Halbfinals
Die Hinspiele fanden am 15./16. März 1995 statt die Rückspiele am 22. März 1995.
|                      | Gesamt |              | Hinspiel | Rückspiel |
| -------------------- | ------ | ------------ | -------- | --------- |
| SG Wallau/Massenheim | 40:42  | FC Barcelona | 19:14    | 21:28     |
| GOG Gudme            | 53:42  | Borba Luzern | 29:21    | 24:21     |

## Finale
Das Hinspiel fand am 16. April 1995 in Gudme statt und das Rückspiel am 22. April 1995 in Barcelona. FC Barcelona verteidigt seinen Titel und setzt im nächsten Jahr in der Champions League die Serie gewonnener Endspiele fort.
|           | Gesamt |              | Hinspiel | Rückspiel |
| --------- | ------ | ------------ | -------- | --------- |
| GOG Gudme | 46:57  | FC Barcelona | 24:31    | 22:26     |